# Agresivni portfelj
Agresivni portfelj (eng. aggressive portfolio) je portfelj (portfolio) vrijednosnih papira koji se primarno drži radi očekivane aprecijacije njegove vrijednosti, dok su ostali ciljevi držanja portfelja sekundarne prirode.